# Darren White
Pour les articles homonymes, voir White.
Darren White est un musicien et chanteur britannique originaire de Liverpool, connu pour avoir été le premier chanteur du groupe Anathema de 1990 à 1995.

## Parcours
Darren a fait partie d'autres formations comme Cradle Of Filth (il joue de la batterie sur leurs démos) qu'il forme en 1991 avec Dani Filth, Paul Ryan et Jon Richard, The Blood Divine (groupe formé par d'anciens membres de Cradle Of Filth) et Dead Men Dream. Son dernier projet, Serotonal, a été décrit comme "drone / doom atmosphérique". En février 2009 Serotonal a signé un contrat avec Union Black Records.
En 2015 il participe à une tournée d'Anathema durant laquelle le groupe joue des extraits de chacun de ses albums.

## Discographie
Anathema
- An Iliad of Woes (Demo) (1990)
- All Faith is Lost (Demo) (1991)
- The Crestfallen EP (1992)
- Serenades (album) (1993)
- Pentecost III (1995)

Cradle Of Filth
- Invoking the Unclean (Démo) (1992)
- Orgiastic pleasures foul (Démo) (1992)
- The Black Goddess Rise (Démo) (1992)
- A pungent and sexual miasma (Split avec Malediction) (1992)
- Total Fucking Darkness (Démo) (1992)
- The Principle of Evil Made Flesh (album) (1994) (apparition sur "A Dream of Wolves in The Snow")

The Blood Divine
- Promo Tape (Demo), (1996)
- Awaken (album) (1996)
- Mystica (album) (1997)
- Rise Pantheon Dreams (Best of/Compilation) (2002)

Dead Men dream
- Zen Session One (Demo) (2001)
- Absolute Zero (Demo) (2002)